# Andrea Cesarano
Andrea Carmine Cesarano (Pagani, 19 luglio 1880 – Manfredonia, 19 dicembre 1969) è stato un arcivescovo cattolico italiano.

## Biografia
Compì i suoi studi ad Amalfi, dove venne ordinato sacerdote il 19 marzo 1904, qui diede impulso ed anima ad un circolo cattolico per l'educazione giovanile.
Per le sue doti venne nominato segretario dell'arcivescovo Angelo Maria Dolci; successivamente fu nominato canonico amalfitano nel 1914, nello stesso anno seguì l'arcivescovo in Turchia in qualità di delegato apostolico, e vicario generale della comunità cattolica turca.
Particolarmente proficua fu l'attività svolta nel corso del primo conflitto mondiale, quando alle dirette dipendenze del Pontefice organizzò l'assistenza ai profughi ed ai prigionieri.
Gli ultimi anni di permanenza in quella sede lo videro alle dirette dipendenze di mons. Angelo Giuseppe Roncalli e tra i due, sino da allora, si strinse una fraterna amicizia.
Nel 1928 rientrò in Italia e per un triennio girovagò in varie città con l'arcivescovo Angelo Giuseppe Roncalli, futuro papa Giovanni XXIII.
Il 15 agosto 1931 nella Basilica di Santo Spirito venne consacrato arcivescovo dall'arcivescovo Carlo Margotti, delegato apostolico in Turchia e Grecia, con i co-consacranti arcivescovi Angelo Giuseppe Roncalli, visitatore apostolico in Bulgaria, ed Angelo Filippucci, arcivescovo di Atene.

### A Manfredonia

Il cardinale Angelo Giuseppe Roncalli e l'arcivescovo Cesarano a Manfredonia

Il 20 dicembre 1931 dopo aver celebrato messa nella basilica di Santa Maria Maggiore di Siponto, prendeva possesso con solenne ingresso dell'arcidiocesi di Manfredonia.
Grazie a lui, il 28 agosto 1955 venne solennemente incoronata l'icona della Madonna di Siponto dalle mani del patriarca di Venezia Angelo Giuseppe Roncalli, delegato dal papa per l'occasione.
Il futuro papa durante la cerimonia disse la famosa omelia, che annunciò le linee madri nel suo apostolato per la pace e per l'incontro ecumenico tra i popoli.
A testimonianza del fausto incontro a Manfredonia, per la incoronazione predetta, Cesarano, che già aveva fatto restaurare la tavola bizantina di Santa Maria di Siponto, dette un prospetto nuovo al duomo sulla piazza omonima, oggi Giovanni XXIII, collocandovi con la sua effigie anche quella del papa, con un'imponente facciata con un mosaico che ricorda l'evento e una statua in marmo del pontefice opera dell'artista Aronne Del Vecchio.
È anche ricordevole la sua opera spesa a favore dell'istruzione — con l'impianto di scuole affidate a suore e a sacerdoti, dalla materna alle elementari e al ginnasio-liceo, tutte pareggiate — e dei fanciulli malati, contribuendo al finanziamento del Centro Spastici, che a lui s'intitola, e degli anziani bisognosi, acquistando per loro una villa.
In occasione del suo ottantesimo compleanno il Pontefice mandò una sua fotografia con questa dedica:
"Al venerabile Fratello Andrea Cesarano, Arcivescovo di Siponto e Vieste, in occasione del compimento dell'ottantesimo anno di età, Noi gradevolmente memori di aver trascorso con lui ore serene a Costantinopoli uniti in quotidiana consuetudine di vita, al Presule di segnalata umanità per attaccamento alla fede, a Noi dilettisimo, auguriamo pace, bene, felicità e benediciamo.
Città del vaticano, 19 luglio 1960, Giovanni XXIII".
Morì a Manfredonia il 19 dicembre 1969.

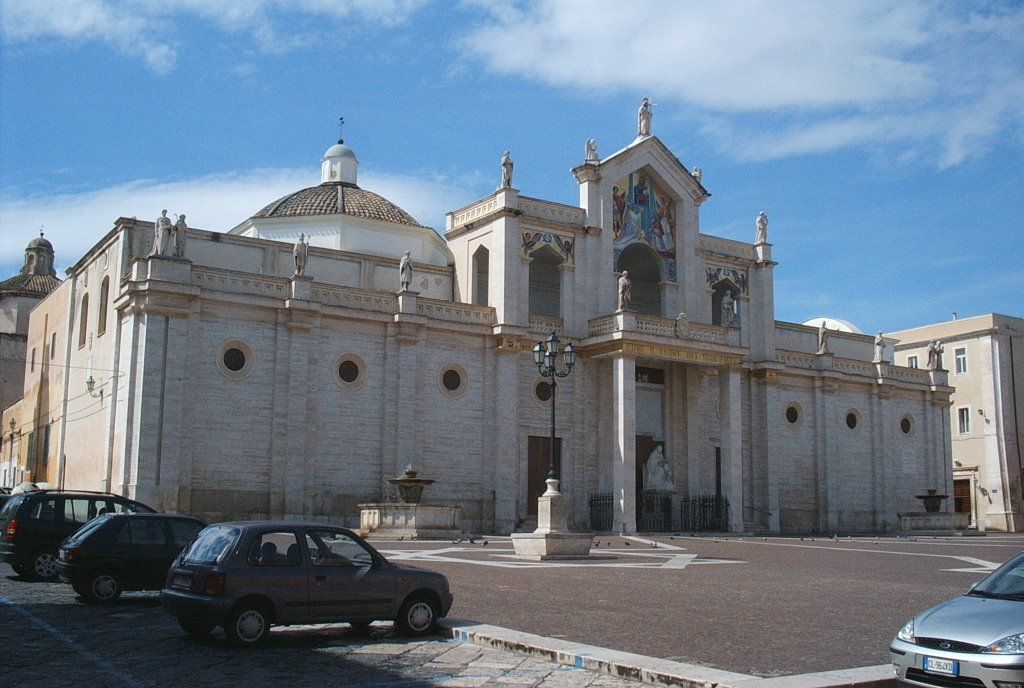
La cattedrale di Manfredonia con la piazza intitolata a Giovanni XXIII per volere dell'arcivescovo Cesarano

## Genealogia episcopale
La genealogia episcopale è:
- Cardinale Scipione Rebiba
- Cardinale Giulio Antonio Santori
- Cardinale Girolamo Bernerio, O.P.
- Vescovo Claudio Rangoni
- Arcivescovo Wawrzyniec Gembicki
- Arcivescovo Jan Wężyk
- Vescovo Piotr Gembicki
- Vescovo Jan Gembicki
- Vescovo Bonawentura Madaliński
- Vescovo Jan Małachowski
- Arcivescovo Stanisław Szembek

L'arcivescovo in processione con la Madonna di Siponto

- Vescovo Felicjan Konstanty Szaniawski
- Vescovo Andrzej Stanisław Załuski
- Arcivescovo Adam Ignacy Komorowski
- Arcivescovo Władysław Aleksander Łubieński
- Vescovo Andrzej Stanisław Młodziejowski
- Arcivescovo Kasper Kazimierz Cieciszowski
- Vescovo Franciszek Borgiasz Mackiewicz
- Vescovo Michał Piwnicki
- Arcivescovo Ignacy Ludwik Pawłowski
- Arcivescovo Kazimierz Roch Dmochowski
- Arcivescovo Wacław Żyliński
- Vescovo Aleksander Kazimierz Bereśniewicz
- Arcivescovo Szymon Marcin Kozłowski
- Vescovo Mečislovas Leonardas Paliulionis
- Arcivescovo Bolesław Hieronim Kłopotowski
- Arcivescovo Jerzy Józef Elizeusz Szembek
- Vescovo Stanisław Kazimierz Zdzitowiecki
- Cardinale Aleksander Kakowski
- Papa Pio XI
- Cardinale Luigi Sincero
- Arcivescovo Carlo Margotti
- Arcivescovo Andrea Cesarano